# 109° westerlengte
109° westerlengte (ten opzichte van de nulmeridiaan) is een meridiaan of lengtegraad, onderdeel van een geografische positieaanduiding in bolcoördinaten. De lijn loopt vanaf de Noordpool naar de Noordelijke IJszee, Noord-Amerika, de Grote Oceaan, de Zuidelijke Oceaan en Antarctica en zo naar de Zuidpool.
In de Verenigde Staten wordt de grens tussen de staten Utah en Arizona in het westen en Colorado en New Mexico in het oosten gevormd door de meridiaan 32° westerlengte ten opzichte van de nulmeridiaan van Washington. Deze 32° WL / Washington meridiaan bevindt zich 3 boogminuten meer naar het westen dan de 109° westerlengte, wat zich op deze noorderbreedte vertaalt naar een afstand van circa 4 km.
De meridiaan op 109° westerlengte vormt een grootcirkel met de meridiaan op 71° oosterlengte. De meridiaanlijn beginnend bij de Noordpool en eindigend bij de Zuidpool gaat door de volgende landen, gebieden of zeeën. 
| Land, gebied of zee | Nauwkeurigere gegevens                                                                        |
| ------------------- | --------------------------------------------------------------------------------------------- |
| Noordelijke IJszee  |                                                                                               |
| Canada              | Nunavut - Melville-eiland                                                                     |
| Parrykanaal         |                                                                                               |
| Canada              | Nunavut - Victoria-eiland                                                                     |
| Dease-straat        |                                                                                               |
| Canada              | Nunavut, Northwest Territories (dwarst Great Slave Lake), Saskatchewan (dwarst Athabascameer) |
| Verenigde Staten    | Montana, Wyoming, Colorado, New Mexico                                                        |
| Mexico              | Sonora, grens tussen Sonora en Chihuahua, Sonora, Sinaloa (dwarst Los Mochis)                 |
| Grote Oceaan        |                                                                                               |
| Zuidelijke Oceaan   |                                                                                               |
| Antarctica          | Niet-toegeëigend gebied in Antarctica                                                         |